# Liam Kofi Bright
Liam Kofi Bright é um filósofo da ciência britânico que é professor assistente ou palestrante no departamento de filosofia, lógica e método científico da London School of Economics and Political Science.     Ele trabalha principalmente em epistemologia social formal, particularmente a epistemologia social da ciência. Alguns de seus outros trabalhos foram sobre filosofia Africana e modelagem formal de fenômenos sociais como a interseccionalidade.  Bright ganhou o Prêmio Philip Leverhulme na categoria de filosofia e teologia em 2020.

## Educação
Bright é bacharel em filosofia pela University of Warwick, mestre em filosofia da ciência pela London School of Economics and Political Science e mestre em ciências e doutor em filosofia em lógica, computação e metodologia pelo departamento de filosofia da Carnegie Mellon University sob a direção do filósofo Kevin Zollman. 

## Trabalho
A maior parte do trabalho de Bright envolve modelos formais da epistemologia da ciência e práticas científicas institucionais, como a revisão por pares.   Alguns de seus outros trabalhos giraram em torno do pensamento de filósofos africanos como W. E. B. Du Bois (cujo trabalho ele foi convidado duas vezes para a BBC Radio 4 para discutir  ) e sobre formalizações de fenômenos como a interseccionalidade.